# Teyolia
Le teyolia, ou yolia est, dans la mythologie aztèque, avec le tonalli et l'« ihíyotl », une des trois composantes animiques de l'être humain. C'est la mieux documentée, et la plus comparable au concept chrétien d'âme car c'est celle qui survit à la mort dans l'au-delà.
Les Nahuas associaient le teyolia au cœur, et les considéraient comme le siège de la conscience, de la mémoire, de la volonté, des émotions, des passions et du souffle vital, leur attribuant les valeurs d'intériorité, de sensibilité et de pensée, tandis qu'ils situaient le tonalli dans la tête et l'« ihíyotl » dans le foie ; de ce fait, les sacrifices humains par cardiectomie, qui se terminaient par des offrandes consistant notamment à offrir à une divinité le cœur ainsi extrait, avaient pour but de libérer le teyolia et de transmettre ainsi de la vie, du mouvement et de l'énergie à la divinité bénéficiaire du sacrifice, ainsi qu'aux sacrifiants (commanditaires du sacrifice).
On retrouve au XXIe siècle une survivance de ce concept chez les Nahuas de la sierra de Puebla, qui désignent sous le nom de « yolo » la principale des entités animiques et le cœur.